# PanSa FC
El PanSa Football Club es un equipo de fútbol de la ciudad de Pago Pago, en Samoa Americana. Juega en la Liga de Fútbol FFAS, la cual ganó 5 veces, siendo el club más ganador de su país. Gracias al título del año 2000 jugó el Campeonato de Clubes de Oceanía 2001, en el que fue eliminado en la fase de grupos tras perder en todas sus presentaciones.
A pesar de sus grandes logros, con los cambios del sistema de ligas en Samoa Americana en 2012 comenzó a jugar en la segunda división, aunque regresaría a primera en 2013.

## Palmarés
Liga de Fútbol FFAS (4): 2000, 2001, 2002 y 2005.